# Mustafabad (Paquistão)
Mustafabad é uma cidade do Paquistão localizada na província de Punjab.